# Everyway That I Can
Everyway That I Can, ook gespeld als Every Way That I Can', is een nummer uit 2003 dat wordt gezongen door de zangeres Sertab Erener. Het nummer werd geschreven door Demir Demirkan. Op 24 mei 2003 won het nummer het achtenveertigste Eurovisiesongfestival en zodoende won Turkije voor het eerst het Eurovisiesongfestival.
Het nummer steeg hoog in de hitlijsten: het stond in veel West-Europese landen in de top 10, waaronder in België (zesde plaats Vlaamse Ultratop 50) en Nederland (vierde plaats in de Single Top 100). Het kreeg tevens goud in Zweden en platina in Griekenland.

## Eurovisiesongfestival 2003
Everyway That I Can werd door de TRT intern aangewezen als nummer waarmee Turkije op het Eurovisiesongfestival van 2003 zou deelnemen. Het Eurovisiesongfestival werd op 24 mei 2003 gehouden in Riga, Letland.
Op het songfestival trad Sertab Erener als vierde van 26 deelnemers op. Bij de puntentelling ontving Everyway That I Can 167 punten, waaronder van vier landen het maximumaantal van 12 punten. De totale puntenscore van 167 was voldoende om het festival te winnen en de nummer twee, Urban Trad uit België, op twee punten voor te blijven.
Turkije won met Everyway That I Can voor de eerste keer het Eurovisiesongfestival. Tijdens de in 2005 gehouden jubileumshow Congratulations: 50 Jaar Eurovisiesongfestival eindigde Everyway That I Can op de negende plaats van populairste songfestivalliedjes uit vijftig jaar Eurovisiesongfestival.
1956: Refrain · 
1957: Net als toen · 
1958: Dors, mon amour · 
1959: 'n Beetje · 
1960: Tom Pillibi · 
1961: Nous les amoureux · 
1962: Un premier amour · 
1963: Dansevise · 
1964: Non ho l'età · 
1965: Poupée de cire, poupée de son · 
1966: Merci, chérie · 
1967: Puppet on a string · 
1968: La la la · 
1969: Un jour, un enfant, De troubadour, Vivo cantando, Boom bang-a-bang · 
1970: All kinds of everything · 
1971: Un banc, un arbre, une rue · 
1972: Après toi · 
1973: Tu te reconnaîtras · 
1974: Waterloo · 
1975: Ding-a-dong · 
1976: Save your kisses for me · 
1977: L'oiseau et l'enfant · 
1978: A-ba-ni-bi · 
1979: Hallelujah · 
1980: What's another year · 
1981: Making your mind up · 
1982: Ein bißchen Frieden · 
1983: Si la vie est cadeau · 
1984: Diggi-loo diggi-ley · 
1985: La det swinge · 
1986: J'aime la vie · 
1987: Hold me now · 
1988: Ne partez pas sans moi · 
1989: Rock me · 
1990: Insieme: 1992 · 
1991: Fångad av en stormvind · 
1992: Why me? · 
1993: In your eyes · 
1994: Rock 'n' roll kids · 
1995: Nocturne · 
1996: The voice · 
1997: Love shine a light · 
1998: Diva · 
1999: Take me to your heaven · 
2000: Fly on the wings of love · 
2001: Everybody · 
2002: I wanna · 
2003: Everyway that I can · 
2004: Wild dances · 
2005: My number one · 
2006: Hard rock hallelujah · 
2007: Molitva · 
2008: Believe · 
2009: Fairytale · 
2010: Satellite · 
2011: Running scared · 
2012: Euphoria · 
2013: Only teardrops · 
2014: Rise like a phoenix · 
2015: Heroes · 
2016: 1944 · 
2017: Amar pelos dois · 
2018: Toy · 
2019: Arcade · 
2021: Zitti e buoni · 
2022: Stefania · 
2023: Tattoo · 
2024: The code